# رحبه بن جنيد (غيل بن يمين)

تعديل مصدري - تعديل

رحبه بن جنيد هي إحدى قرى عزلة غيل بن يمين بمديرية غيل بن يمين التابعة لمحافظة حضرموت، بلغ تعداد سكانها 1040 نسمة حسب تعداد اليمن لعام 2004.